# Ethamakalahalli, Chik Ballapur
Ethamakalahalli là một làng thuộc tehsil Chik Ballapur, huyện Kolar, bang Karnataka, Ấn Độ.